# Hype Williams
Harold „Hype“ Williams (* 1970 in New York City) ist ein US-amerikanischer Video- und Filmregisseur.

## Leben und Karriere
Williams begann seine Karriere als Artdirector. Seine ersten Arbeiten war das Design und die Sets für das erste Musikvideo von TLC, Ain’t 2 Proud 2 Beg im Jahre 1991. Erstmals Regie führte er in dem Musikvideo Can It All Be So Simple vom Wu-Tang Clan 1993. Nach diesem und folgenden ebenfalls sehr erfolgreichen Video-Projekten avancierte Williams zum höchstbezahlten und gefragtesten Videoclipregisseur Ende der 1990er Jahre.
1998 führte Williams erstmals Regie für den Film Belly, in welchem unter anderem bekannte Hip-Hop-Größen wie DMX und Nas eine Rolle übernahmen. Der Film blieb bislang Williams einzige Filmarbeit. Die zeitgenössischen Kritiken waren schlecht, außerdem gestaltete sich die Produktion schwierig, vor allem das Budget von drei Millionen Dollar erwies sich als zu niedrig bzw. wurde schnell ausgegeben. Spätere Kritiken hingegen zeichneten den Film in einem besseren Licht. Es wird bedauert, dass der Regisseur keine weiteren Filme verantwortete.

## Musikvideos (Auswahl)
- Dr. Dre feat. Snoop Dogg – Still D.R.E.
- Mobb Deep feat. Nas – It’s Mine
- Busta Rhymes – Gimme Some Mo
- R. Kelly – Half on a Baby
- The Notorious B.I.G. – Big Poppa
- The Notorious B.I.G. – Warning
- The Notorious B.I.G. feat. Faith Evans & Mary J. Blige – One More Chance
- The Notorious B.I.G. feat. Puff Daddy & Mase – Mo Money Mo Problems
- Nas feat. Puff Daddy – Hate Me Now
- Wu-Tang Clan – Can It All Be So Simple
- Montell Jordan – This Is How We Do It
- 2Pac feat. Dr. Dre – California Love
- Nas & Lauryn Hill – If I Ruled the World
- A Tribe Called Quest – Once Again
- BLACKstreet feat. Dr. Dre & Queen Pen – No Diggity
- Mariah Carey feat. Jermaine Dupri – Sweetheart
- Puff Daddy feat. R. Kelly – Satisfy You
- Ja Rule – Holla Holla
- Will Smith – Gettin’ Jiggy wit It
- Mel B feat. Missy Elliott – I Want You Back (1998)
- TLC – No Scrubs (1999)
- Missy Elliott – She's a Bitch (1999)
- Nelly Furtado – Shit on the Radio (Remember the Days) (2002)
- Kelis – Caught Out There
- No Doubt – Ex-Girlfriend
- 112 – Peaches and Cream
- Jessica Simpson – A Little Bit
- Ginuwine – Differences
- Aaliyah – Rock the Boat
- Blu Cantrell – Breathe
- Ashanti – Rain on Me
- The Game feat. 50 Cent – How We Do
- Kanye West – Heartless
- Kanye West – Diamonds from Sierra Leone (2005)
- Kanye West feat. Jamie Foxx – Gold Digger (2005)
- Kanye West feat. Daft Punk – Stronger
- Kanye West feat. Chris Martin – Homecoming
- Pharrell Williams – Angel
- Beyoncé feat. Slim Thug & Bun B – Check on It
- LL Cool J feat. Jennifer Lopez – Control Myself (2005)
- Ne-Yo – So Sick (2006)
- Jamie Foxx feat. Ludacris – Unpredictable (2006)
- Mary J. Blige – Enough Cryin’
- Young Jeezy – My Hood
- Kanye West feat. GLC, T.I. & Paul Wall – Drive Slow (2006)
- Janet Jackson feat. Nelly – Call on Me
- Jay-Z feat. UGK – Big Pimpin’
- Jay-Z – Show Me What You Got
- Lil Jon – Snap Ya Fingers
- Twista feat. Pharrell – Give It Up
- The Game feat. Kanye West – Wouldn’t Get Far
- Coldplay – Viva la Vida
- Drake feat. Kanye West, Lil Wayne und Eminem – Forever
- Dan Balan – Chica Bomb
- Kanye West – Runaway
- Kanye West – All of the Lights
- Lil Wayne – 6Foot7Foot
- Jack White – Freedom at 21
- Beyoncé – Blow
- Beyoncé feat. Jay-Z – Drunk in Love
- Jennifer Lopez feat. Iggy Azalea – Booty
- Adam Lambert – Ghosttown